# Linalol
Linalol, 3,7-dimetylooktadi-1,6-en-3-ol – organiczny związek chemiczny, nienasycony alkohol alifatyczny, należący do grupy terpenów. Ma zapach podobny do olejku bergamotowego lub lawendowego. Jest mieszaniną dwóch stereoizomerów: koriandrolu (S-(+)-linalolu) i likareolu (R-(−)-linalolu).
Otrzymuje się go z olejków eterycznych: linalowego, kolendrowego, pomarańczowego i innych, lub syntetycznie.
Produkowany jest przez wiele rodzin roślin, m.in.: jasnotowate (bazylia, mięta), wawrzynowate (wawrzyn, cynamon) i rutowate (cytrusy), a także brzozę brodawkowatą.

## Zastosowanie
Ma zastosowanie w przemyśle perfumeryjnym jako środek zapachowy w postaci octanu linalilu. Używany też jako insektycyd.
Jest badany jako potencjalny lek w terapii białaczki, raka szyjki macicy i innych chorób nowotworowych. Wyniki doświadczeń in vitro były pozytywne, a ich autorzy wskazują potrzebę kontynuacji badań.

## Zagrożenia
Linalol może być wchłaniany przez wdychanie jego aerozolu oraz przez doustne przyjmowanie lub wchłanianie przez skórę, potencjalnie powodując podrażnienie, ból i reakcje alergiczne. U 7% osób poddawanych testom skórnym w Europie stwierdzono alergię na utlenioną formę linalolu.